# الن ساثرد
الن ساثرد (به انگلیسی: Ellen Southard) یک کشتی بود که طول آن ۱۵۹ فوت (۴۸ متر) بود. این کشتی در سال ۱۸۶۳ ساخته شد.